# 대고목
대고목은 화점에서 한칸 떨어진 위치에 두는 착점이다.